# Elfte timmen
Elfte timmen var ett politiskt satirprogram i nio avsnitt med start den 6 september 2010 som sändes på Sveriges Television dagarna inför Riksdagsvalet i Sverige med Peter Settman som programledare.

## Mottagande
Kritiken var i huvudsak negativ. Martin Gelin på Aftonbladet skrev att "det grundläggande problemet med Elfte timmen är som vanligt att man underskattar tittaren." Svenska Dagbladet skrev i en ledare att programmet endast var roligt på ett meta-plan. Martin Olsson skrev i Värmlands Folkblad att "även om man tycker att politik är outsägligt tråkigt finns det en sak som är ännu tråkigare: satir som inte är kul." Kjell Häglund skrev att programmet uppvisade "ett svenskt tevekulturellt systemfel på producentnivå" och att det var "uppenbart att SVT och produktionsbolaget strypt [medarbetarnas] kreativitet."